# Негрескул, Ольга Эммануиловна
Ольга Эммануиловна Негрескул (псевдоним: О. Миртов; в первом замужестве Котылёва, во втором — Розенфельд; 1874—1939) — прозаик, драматург.

## Биография
Внучка философа П. Л. Лаврова. Родилась в 1874 году на хуторе около Екатеринослава.
Жила в Харькове, потом в Петербурге. В конце 1890-х поехала «на голод» в деревню Нижняя Баланда Казанской губернии, где заведовала столовой, ухаживала за больными. В «Санкт-Петербургских ведомостях» (1899) опубликовала статьи о тяжелейших условиях жизни населения этого края. В ответ на её публикации и письма в петербургские газеты со всей страны и из-за границы посылают голодающим деньги и продукты. Вернувшись в Петербург, занялась революционной работой. Поступила на фельдшерские курсы. Добывала средства к существованию художественным рукоделием.
В 1901 году при разгоне демонстрации у Казанского собора была избита казаками. Для лечения развившейся после этого лёгочной болезни выехала в Швейцарию, где печаталась в нелегальных изданиях. Вернувшись в Россию, поступила на рисовальные курсы при Обществе поощрения художеств. В январе 1903 года была арестована вместе с матерью как участница кружка «Объединение революционных сил памяти П. Лаврова», готовившего убийство В. К. Плеве. Ссылка в Восточную Сибирь на 5 лет была заменена из-за русско-японской войны ссылкой в Вологодскую губернию. В связи с отсрочкой по болезни в феврале 1903 года вместе с матерью были отправлены в Мариуполь, а затем в сентябре через Петербург в ссылку. Амнистирована (1905).
В 1904 году опубликовала первый рассказ — «Художник». В ссылке написала пьесу «Алчущие». В очерках «Затерянные края» о вымирающей чувашской деревне Миртов пыталась осмыслить события, описанные ранее в её репортажах «с голода». Во многих её произведениях тех лет преобладает социальная проблематика: рассказ «Больные», очерк «Девятое января», рассказ «Смерть херувимчика».
В основу романа «Мёртвая зыбь» (1909) легли воспоминания вологодской ссылки. О романе «Яблони цветут» (1911) критика писала, что многие страницы свидетельствуют о «серьёзности, глубине и талантливости автора». В период 1914—1917 гг. Миртов написала три пьесы: «Маленькая женщина», «Хищница» и «Блаженная».
После революции Миртов опубликовала несколько рассказов, газетных заметок и роман «Помещички» (1926), отличавшийся трезвым и язвительным видением послеоктябрьских социальных реалий. Критика обвинила роман в «пильняковщине» и идеологических грехах. Вероятно по этой же причине не увидели свет её произведения на современные темы: пьеса «Нищая королева», «Ржа», рассказы и большой роман «Машенька».
Скончалась в 1939 году в Москве, похоронена на Новодевичьем кладбище.